# Жакарау
Жакарау (порт. Jacaraú) — муниципалитет в Бразилии, входит в штат Параиба. Составная часть мезорегиона Зона-да-Мата-Параибана. Входит в экономико-статистический микрорегион Литорал-Норти. Население составляет 14 348 человека на 2016 год. Занимает площадь 253,028 км². Плотность населения — 55,10 чел./км².

## Статистика
- Валовой внутренний продукт на 2014 год составляет 102 624 000,00 реалов (данные: Бразильский институт географии и статистики)[1].
- Валовой внутренний продукт на душу населения на 2014 год составляет 7185,04 реалов (данные: Бразильский институт географии и статистики)[1].
- Индекс человеческого развития на 2010  год составляет 0,558 (данные: Программа развития ООН)[2]